# Światowa Biblioteka Cyfrowa
Światowa Biblioteka Cyfrowa (ang. World Digital Library) – międzynarodowa biblioteka cyfrowa pod patronatem UNESCO i Biblioteki Kongresu.

## Zadania
Zadaniem biblioteki jest promowanie międzynarodowego i międzykulturowego zrozumienia oraz powiększanie objętości i różnorodności treści kulturowych w internecie. Jednym z jej celów jest rozpowszechnianie treści nieanglojęzycznych oraz treści spoza obszaru kultury zachodniej. Materiały umieszczane na stronach biblioteki są darmowe i są dostępne w wielu językach. Wśród nich znajdują się manuskrypty, mapy, rzadkie książki, zapisy nutowe, nagrania, filmy, fotografie, szkice architektoniczne i inne znaczące kulturowo materiały.

## Historia
Propozycję stworzenia Światowej Biblioteki Cyfrowej złożył w czerwcu 2005 roku bibliotekarz Kongresu James H. Billington podczas przemówieniu przed Narodowym Komitetem UNESCO.  Propozycja została zaaprobowana, a dyrektor generalny UNESCO Koichiro Matsuura polecił Dyrekcji UNESCO ds. Komunikacji i Informacji opracowanie jej projektu we współpracy z Biblioteką Kongresu. Spotkanie ekspertów obu instytucji odbyło się w grudniu 2006 roku w siedzibie UNESCO w Paryżu. Jego wynikiem było powstanie grup roboczych, które miały opracować podstawy projektu.  Przed zatwierdzeniem go podczas konferencji generalnej w 2007 roku musiał być on zaopiniowany i zatwierdzony przez Bibliotekę Kongresu, UNESCO i pięć instytucji partnerskich:  Bibliothecę Aleksandrina, Bibliotekę Narodową Brazylii, Bibliotekę Narodową i Archiwum Egiptu, Rosyjską Bibliotekę Narodową i Rosyjską Bibliotekę Państwową. W konsultacjach uczestniczyła również Międzynarodowa Federacja Stowarzyszeń i Instytucji Bibliotecznych (IFLA) oraz instytucje i przedstawiciele z ponad czterdziestu krajów. Pierwotna wersja została zatwierdzona i zespół Biblioteki Kongresu przygotował stronę internetową biblioteki, którą oficjalnie uruchomiono w kwietniu 2009 roku. Swój wkład w treść witryny miało 26 instytucji z dziewiętnastu krajów. Wśród nich były biblioteki narodowe Chin, Egiptu, Rosji, Francji, Stanów Zjednoczonych i kilku innych krajów. W dniu oficjalnego otwarcia (21 kwietnia 2009) biblioteka udostępniła 1170 dokumentów, a strony są dostępne w języku arabskim, chińskim, angielskim, francuskim, portugalskim, rosyjskim i hiszpańskim. Biblioteka jest wciąż rozbudowywana i pozyskiwani są nowi partnerzy ze wszystkich części świata.
W kwietniu 2010 roku został przyjęta Karta Światowej Biblioteki Cyfrowej, która ustaliła sposoby zarządzania biblioteką. Zakłada ona coroczne spotkania partnerów, wybieraną Radę Wykonawczą oraz powołanie stałych komisji, które mają służyć radą Radzie Wykonawczej oraz powołanie kierownika projektu. Rada Wykonawcza liczy siedmiu członków. Dwóch jest mianowanych z urzędu. Są to: dyrektor generalny UNESCO lub jego przedstawiciel oraz dyrektor instytucji pełniącej funkcję kierownika projektu WDL.  Pozostałych pięciu członków jest wybranych przez partnerów na dorocznym spotkaniu.